# 富山県道171号浜黒崎宮町線
富山県道171号浜黒崎宮町線（とやまけんどう171ごう はまくろさきみやまちせん）は富山県富山市内を通る一般県道である。

## 概要

### 路線データ
- 起点：富山県富山市浜黒崎（富山県道1号富山魚津線交点）
- 終点：富山県富山市宮町（富山県道56号富山環状線交点）
- 実延長：4,083m

## 沿革
- 1995年（平成7年）4月1日 - 認定[1]

## 地理

### 通過する自治体
- 富山県富山市

### 接続する道路
- 富山県道1号富山魚津線（起点：富山市浜黒崎、「富山市立浜黒崎小学校」西方）
- 国道415号（市民球場前交差点）
- 富山県道56号富山環状線（終点：楠木交差点）

### 周辺
- 富山県総合リハビリテーションセンター
  - 富山県リハビリテーション病院・こども支援センター
  - 社会福祉法人 富山県社会福祉総合センター
  - 富山県立高志支援学校
- 富山県済生会富山病院
- アルペンリハビリテーション病院
- 富山県立富山東高等学校
- 富山市立浜黒崎小学校
- 富山市立針原小学校
- ヨツバ 高島工場
- 富山市民球場
- 浜黒崎海水浴場